# Tegostoma pseudonoctua
Tegostoma pseudonoctua is een vlinder uit de familie van de grasmotten (Crambidae), uit de onderfamilie van de Odontiinae. De wetenschappelijke naam van deze soort is voor het eerst voorgesteld als Eublemma pseudonoctua door Lionel Walter Rothschild in een publicatie uit 1921.
De soort komt voor in Niger.